# Bílé Karpaty

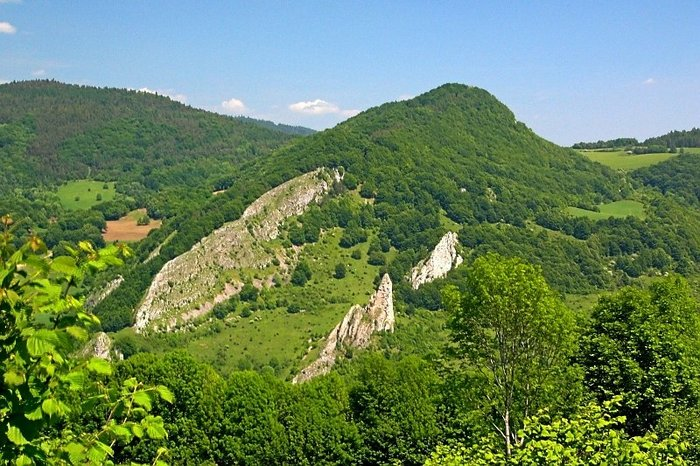
Červený kámen

Bílé Karpaty (slovensky Biele Karpaty) jsou geomorfologický celek a pohoří nacházející se na česko-slovenské hranici. Vznik horstva byl podnícen vyvrásněním z mořských sedimentů.

## Charakteristika
Nejvyšším vrcholem je Velká Javořina (970 m), poblíž které se nachází prales s porosty javoru, buku a jasanu. Vedle Velké Javořiny jsou v Bílých Karpatech ještě další 4 devítistovky - Chmeľová (925 m), Jelenec (925 m), Velký Lopeník (911 m) a Kobylinec (911 m). Podrobné seznamy hor podle nadmořské výšky a prominence obsahuje Seznam vrcholů v Bílých Karpatech.
Patří do povodí řek Moravy a Váh, které se vlévají do Dunaje. Z geomorfologického hlediska je geomorfologický celek Bílé Karpaty součástí Karpat, konkrétně subprovincie Vnější Západní Karpaty a oblasti Slovensko-moravské Karpaty.
Centrální části pohoří jsou chráněny ve slovenské Chráněné krajinné oblasti Biele Karpaty, na kterou pak na české straně navazuje česká CHKO Bílé Karpaty. Mezi nejnavštěvovanější pozoruhodnosti patří Vršatecká bradla, Červený Kameň, Lednický hrad či unikátní květnaté louky.

## Geologie
Z geologického hlediska se jedná o flyšové pohoří s převahou pískovců, slepenců a jílovců z období paleocénu až spodního eocénu. Výrazné zastoupení zde mají kromě pískovců a slepenců i jílovce z období vrchní křídy až paleocén. Flyšové pásmo je v oblasti Bílých Karpat tvořeno magurským příkrovem. Ten je tvořen příkrovovou bělokarpatskou jednotkou, která leží v bystrické jednotce. V reliéfu se výrazně projevují odolné vápence, které pocházejí z jurských usazenin bradlového pásma.
Nejvýznamnější jsou:
- Dolné bradlo (590 m n. m.)
- Horné bradlo (703 m n. m.)
- Bradlová (733 m n. m.)
- Krasín (516 m n. m.)
- Sokolí kameň
- Vršatské bradlá

Tato bradla byla odkryta po denudaci flyšových souvrství.
V bradlovém pásmu Bílých Karpat se nalézá i několik jeskyní, např. :
- Dračia jaskyňa
- jaskyňa pod hradom Vršatec
- ľadová jaskyňa vo Zvonových

## Vodstvo
Většina území Bílých Karpat patří k povodí řek Váh a Morava.
Největšími přítoky Váhu jsou zde:
- Vlára
- Biela voda
- Klanečnica
- Bošáčka
- Drietomica

Vlára zpětnou erozí pronikla do Vizovických vrchů, kde se říčním pirátstvím zmocnila části povodí Moravy.
Do Moravy z oblasti vtékají :
- Olšava
- Chvojnica
- Myjava
- Velička
- Okluky

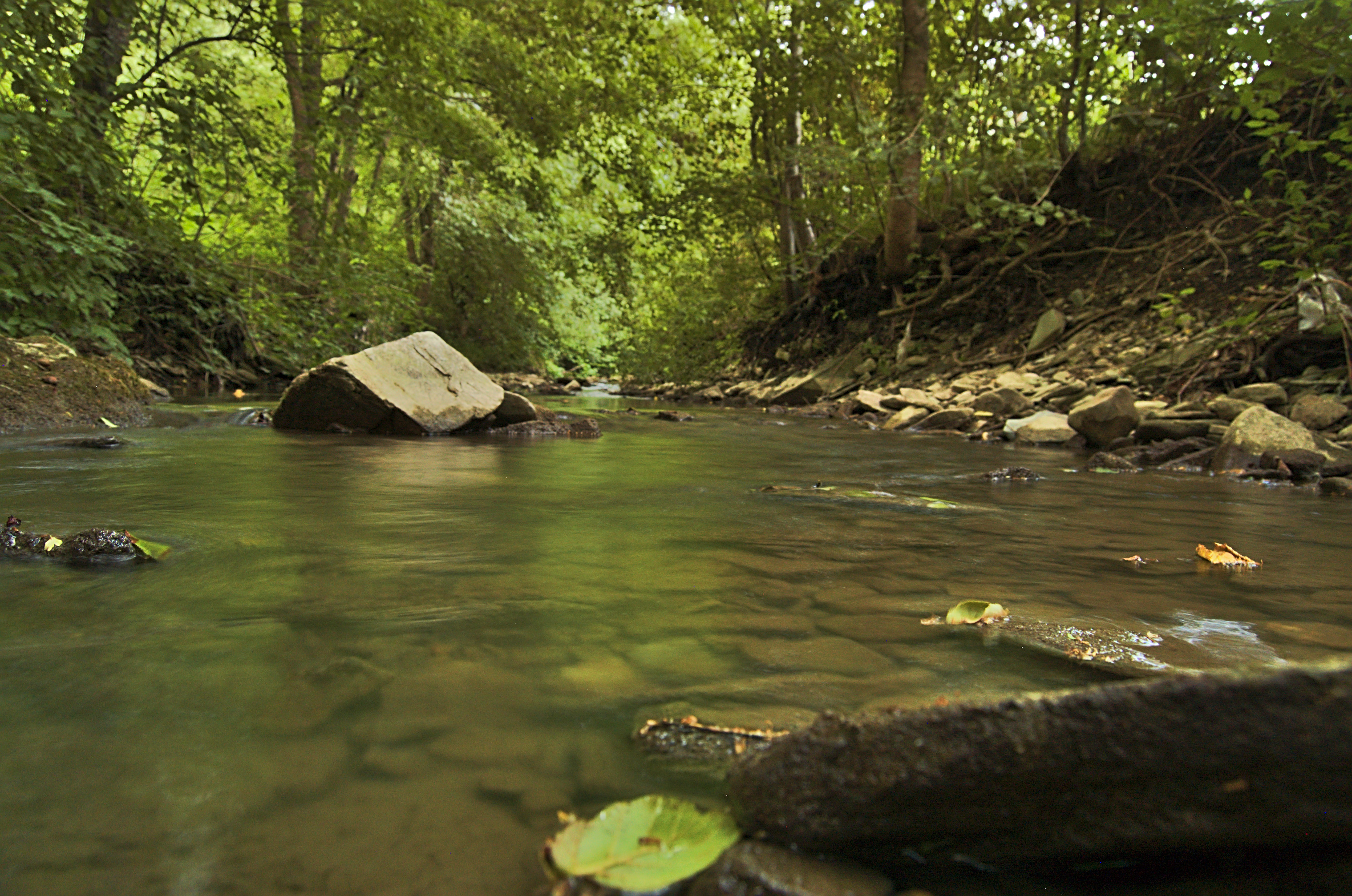
Velička u osady Čerešnické mlýny, Nová Lhota

Flyšový charakter pohoří, který způsobuje nedostatečné vsakování podzemních vod a jejich celkově mělký oběh, způsobuje nevyrovnaný průtok vodních toků. Největší bývá v jarním období.

## Flóra a fauna
V oblasti Bílých Karpat převládají listnaté lesy, převážně bukové. Na jižních úbočích pohoří se ve výškách nad 500 m n. m. nacházejí hlavně dubohabrové lesy, ze severozápadu se zvyšuje podíl jehličnanů.
Vyskytují se zde tito plazi:

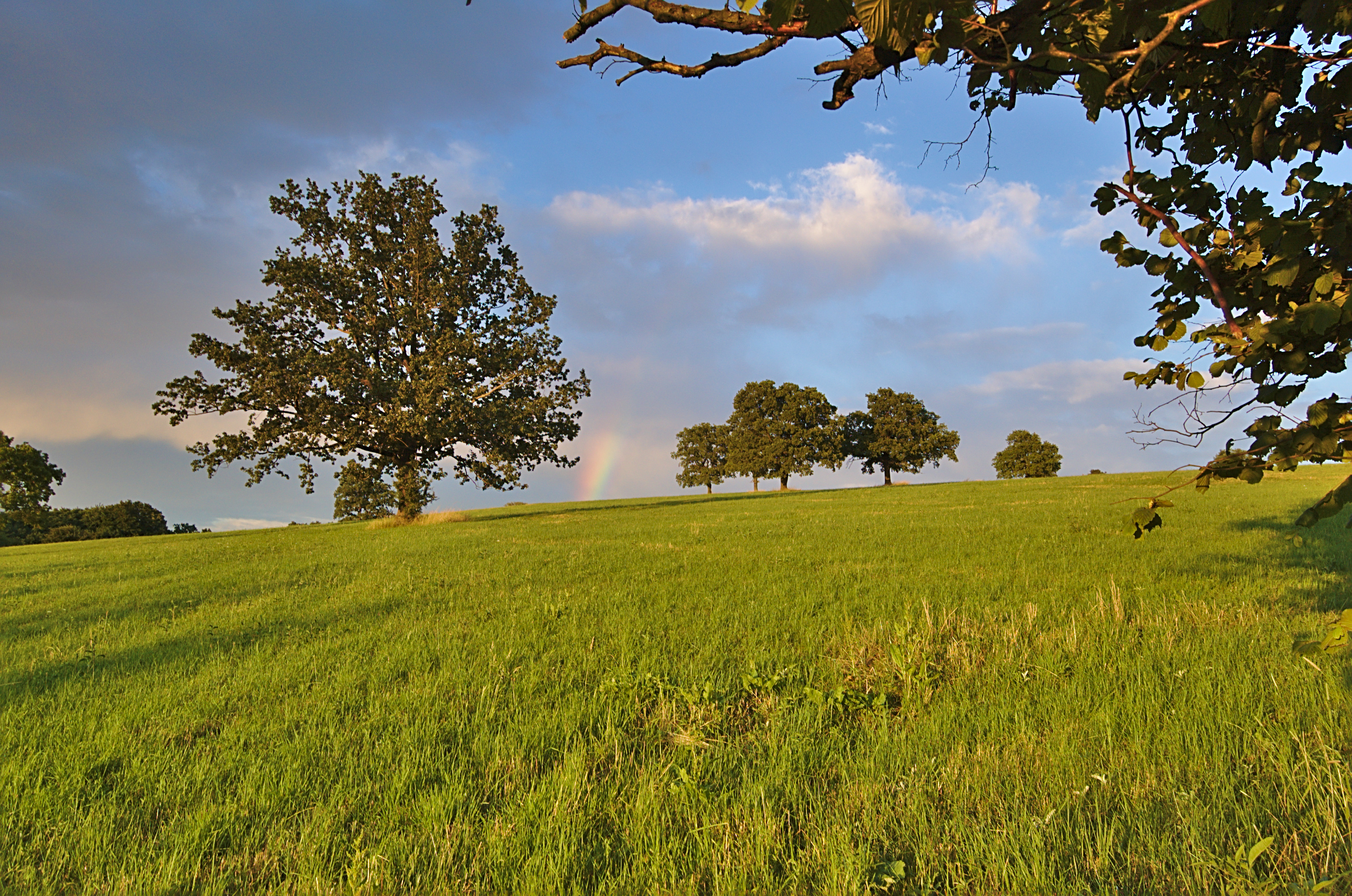
Přírodní rezervace Dolnoněmčanské louky

- Ještěrka živorodá (Zootoca vivipara)
- Ještěrka obecná (Lacerta agilis)
- Slepýš křehký (Anguis fragilis)
- Užovka obojková (Natrix natrix)
- Užovka podplamatá (Natrix tessellata)
- Užovka hladká (Coronella austriaca)
- Zmije obecná (Vipera berus)

## Chráněné krajinné oblasti
Centrální části pohoří je na slovenské straně chráněna v Chráněné krajinné oblasti Biele Karpaty a na straně České republiky v Chráněné krajinné oblasti Bílé Karpaty.
Chráněná krajinná oblast Bílé Karpaty byla zřízena 3. listopadu 1980. Celková rozloha chráněné oblasti je 715 čtverečních kilometrů a leží v nadmořské výšce 175 – 970 m. CHKO zasahuje do okresů Hodonín, Uherské Hradiště a Zlín. V roce 1996 bylo zařazeno na seznam biosférických rezervací UNESCO.

## Fotogalerie

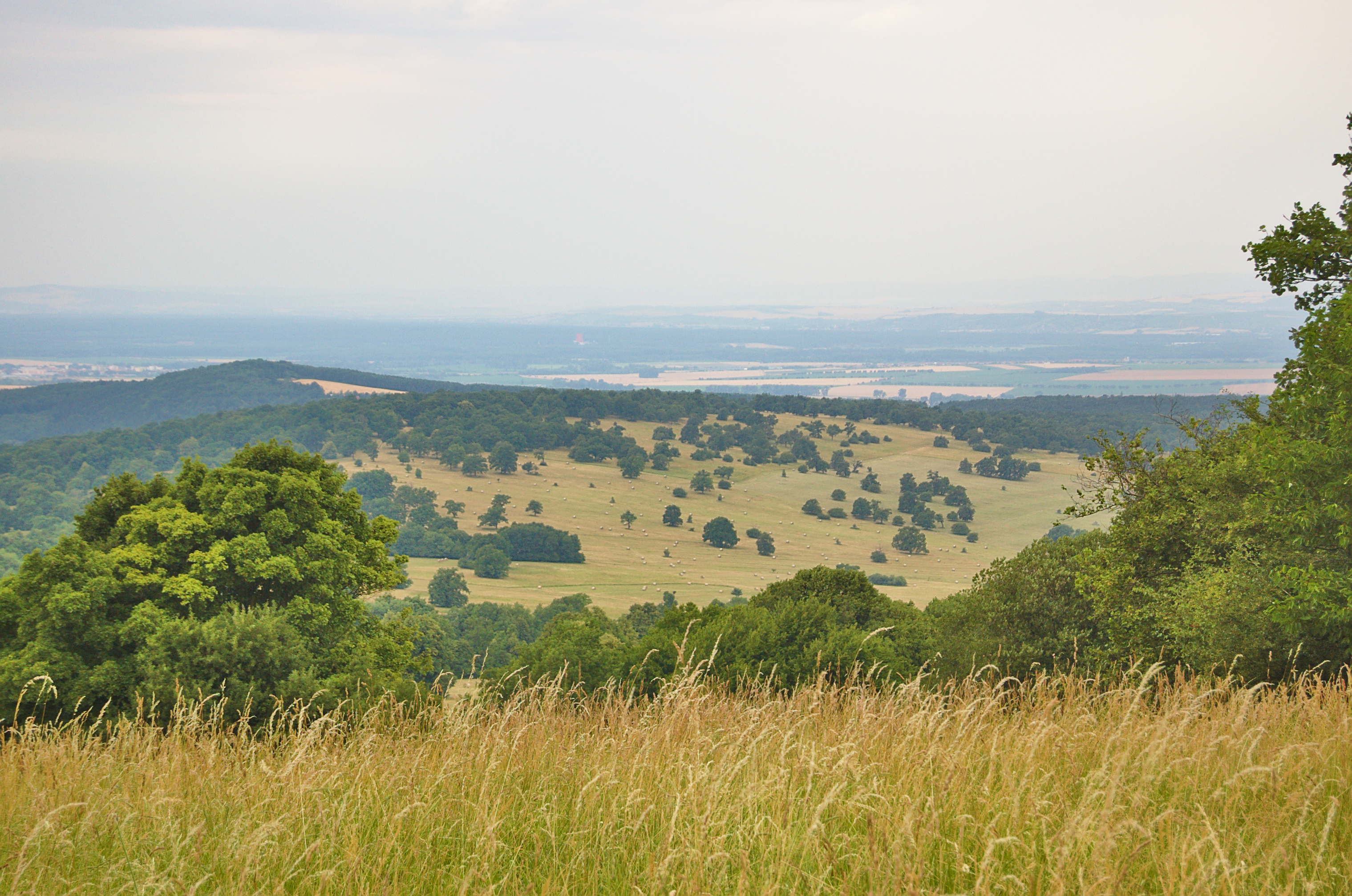
Národní přírodní rezervace Čertoryje, za ním kopec Šumárník
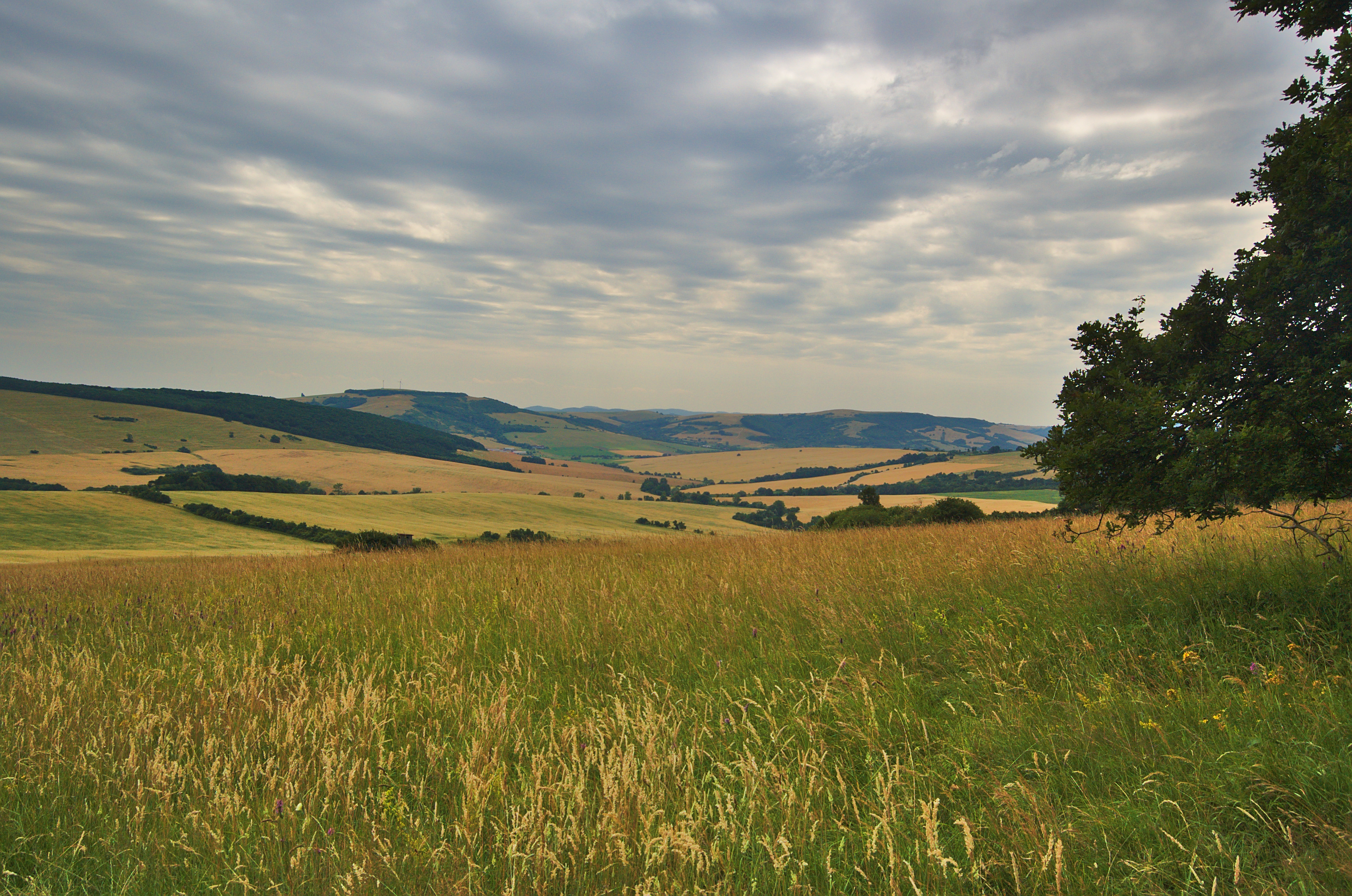
Ostrý vrch z hřebenu Bílých Karpat
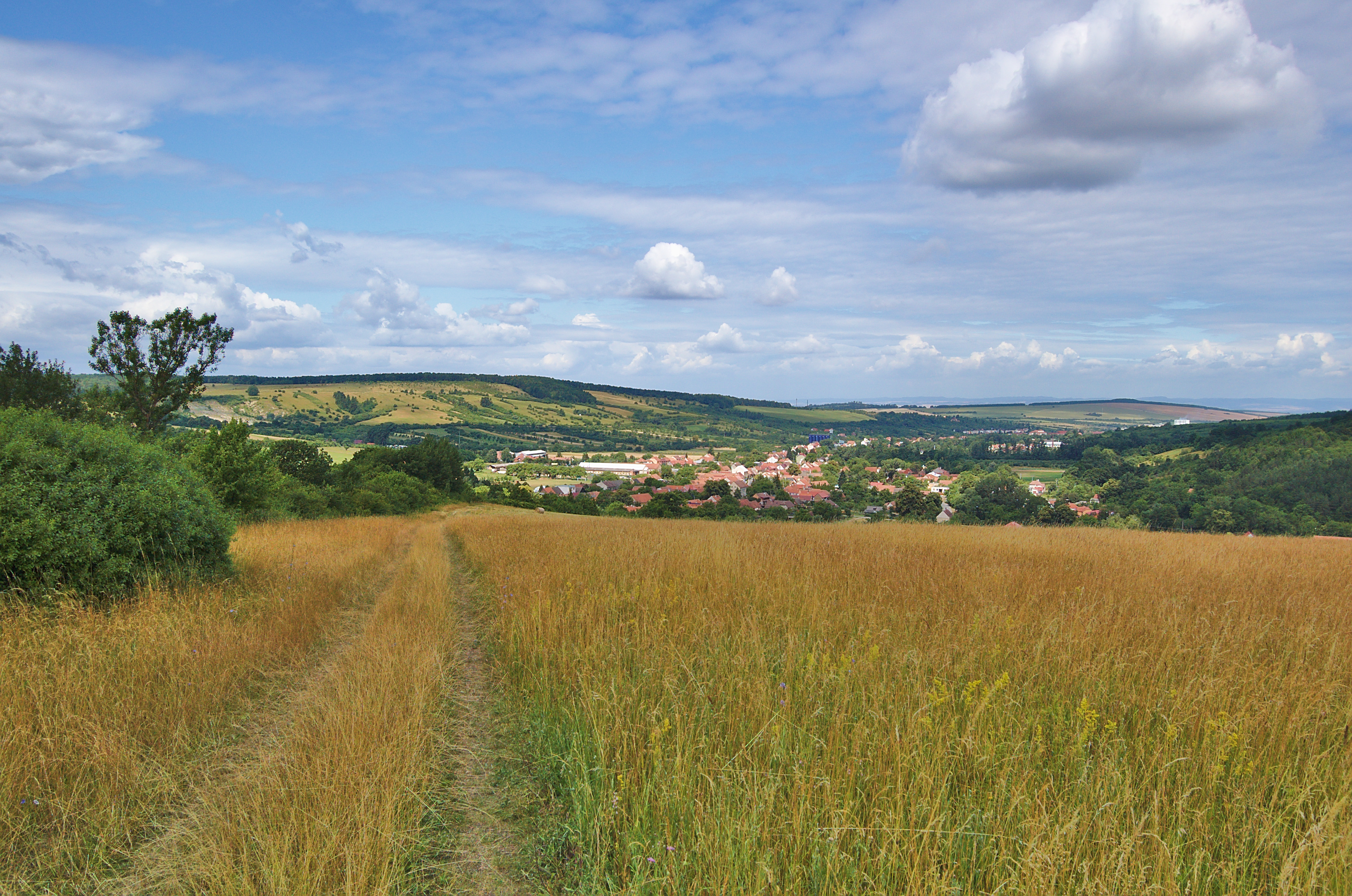
Pohled na Javorník a Velkou nad Veličkou od východu z cesty na Hradisko
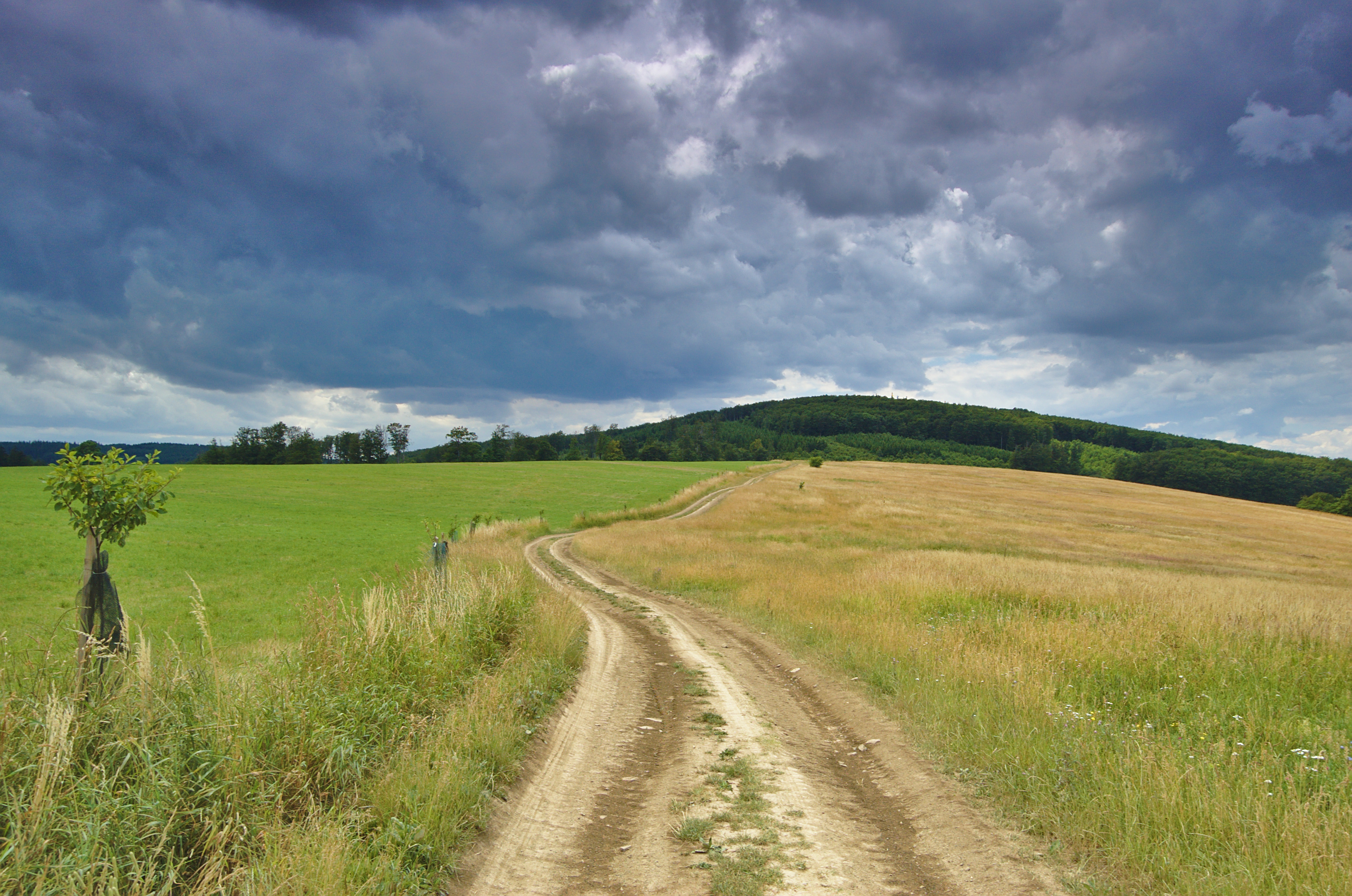
Pohled na Hradisko od východu od cesty na Novou Lhotu
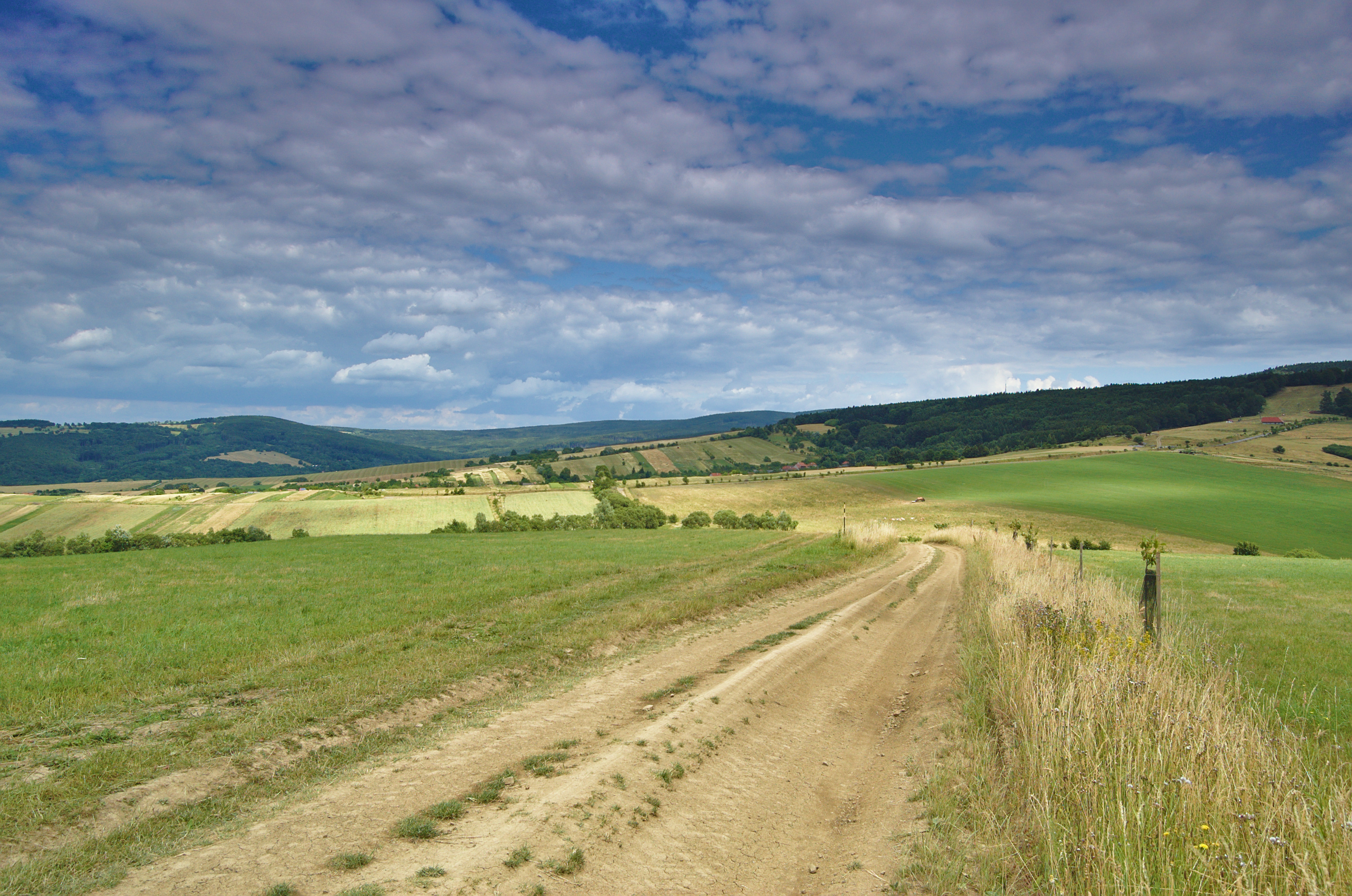
Pohled na Novou Lhotu od západu, v pozadí kopce Velká Javořina a Lesná
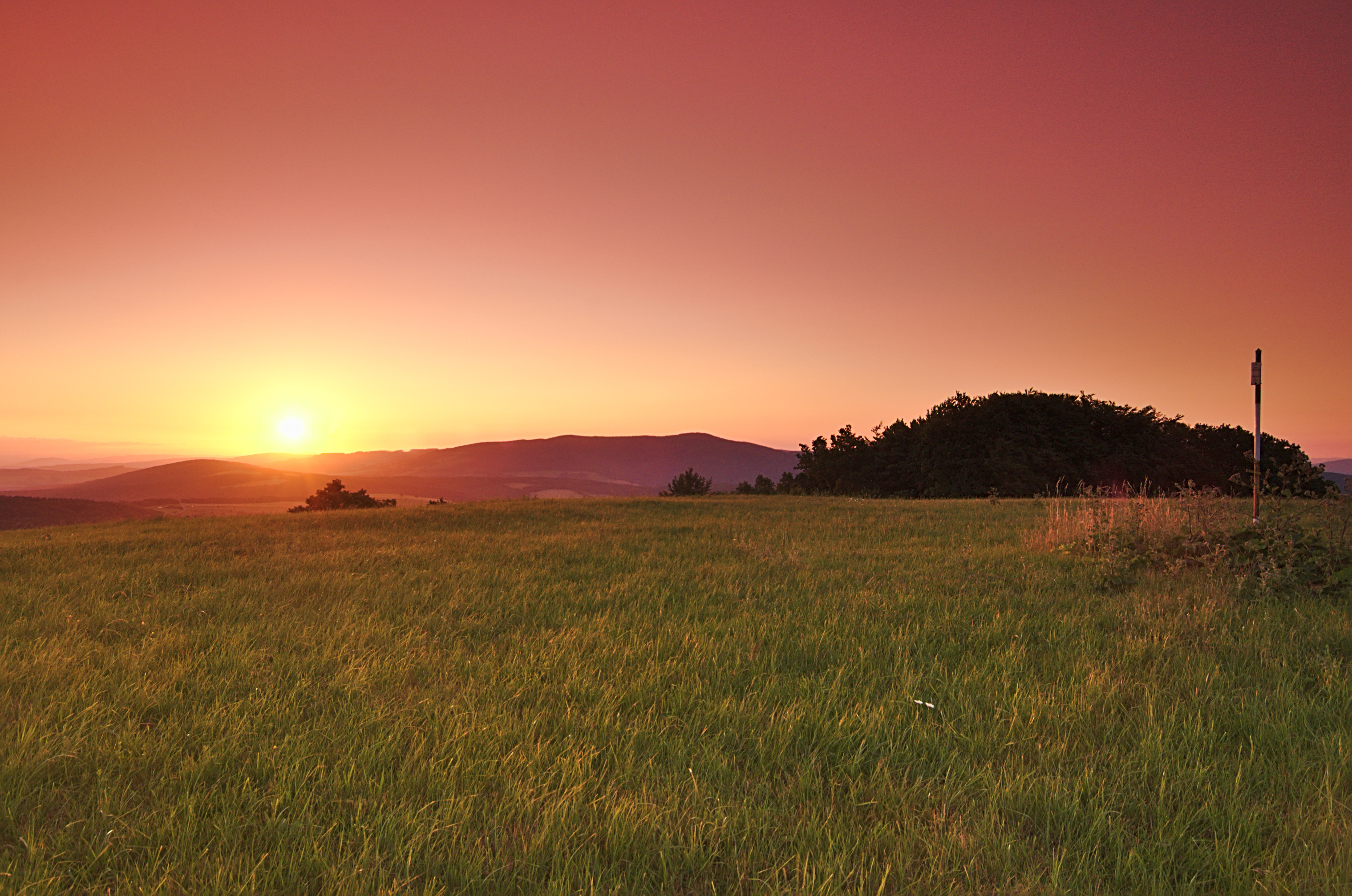
Východ slunce z kopce Lesná
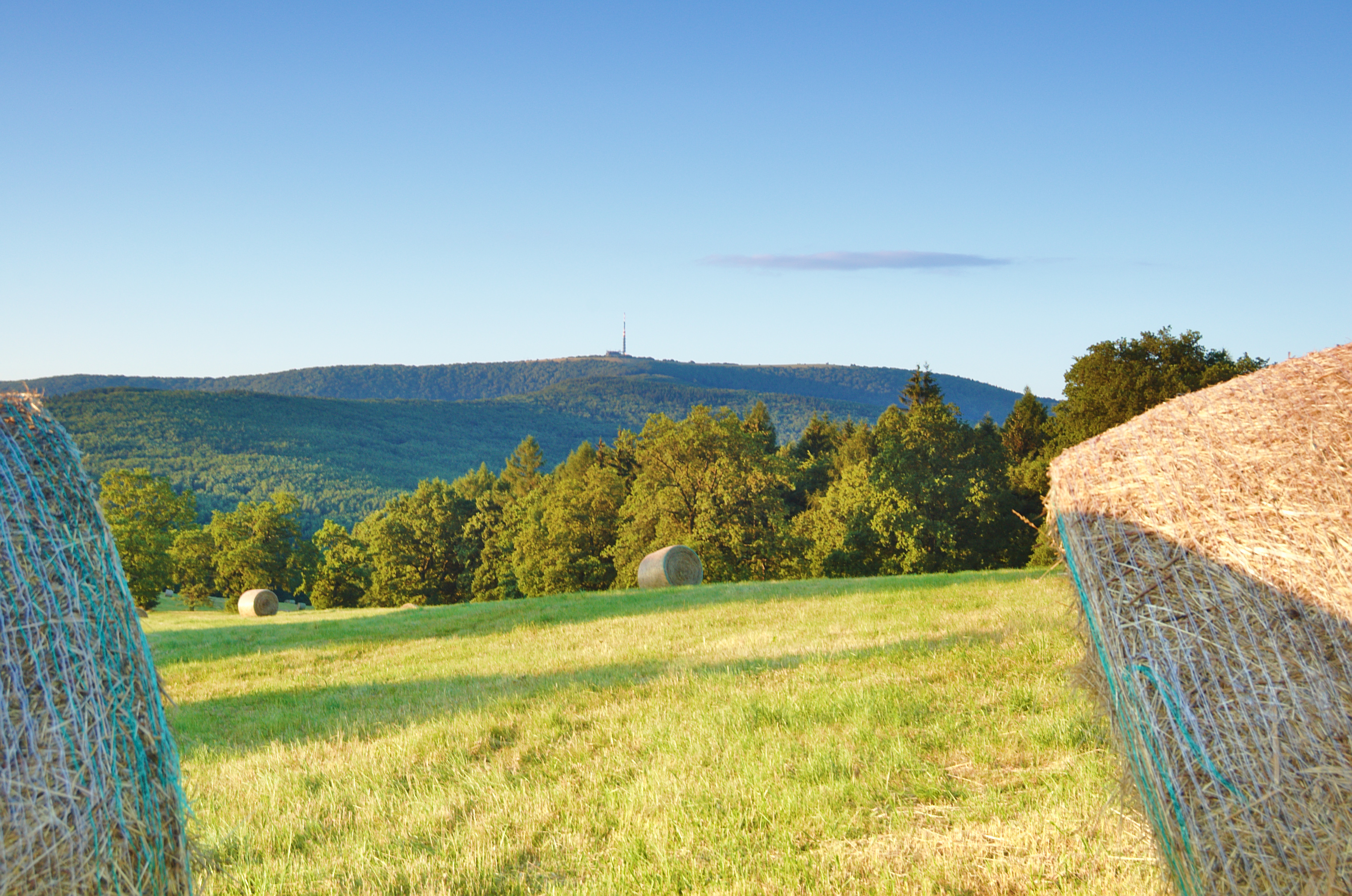
Přírodní památka Bahulské jamy, v pozadí Velká Javořina